# Rosenhill, Djurgården

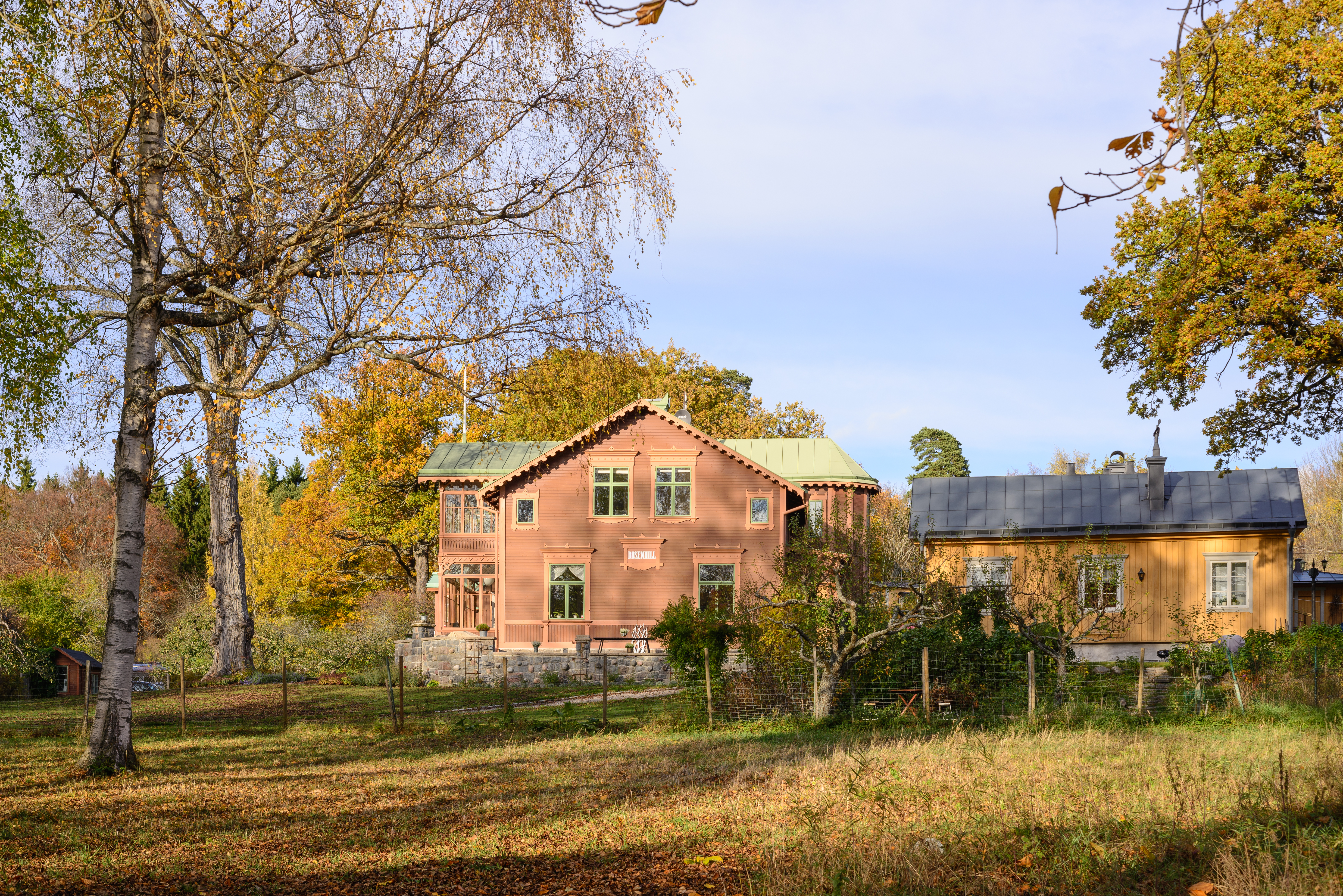
Rosenhill i oktober 2013.

Rosenhill är en fastighet på Södra Djurgården, belägen vid Rosenhillsvägen intill norra sidan av Djurgårdsbrunnskanalen. Rosenhill består av flera byggnader.

## Historik

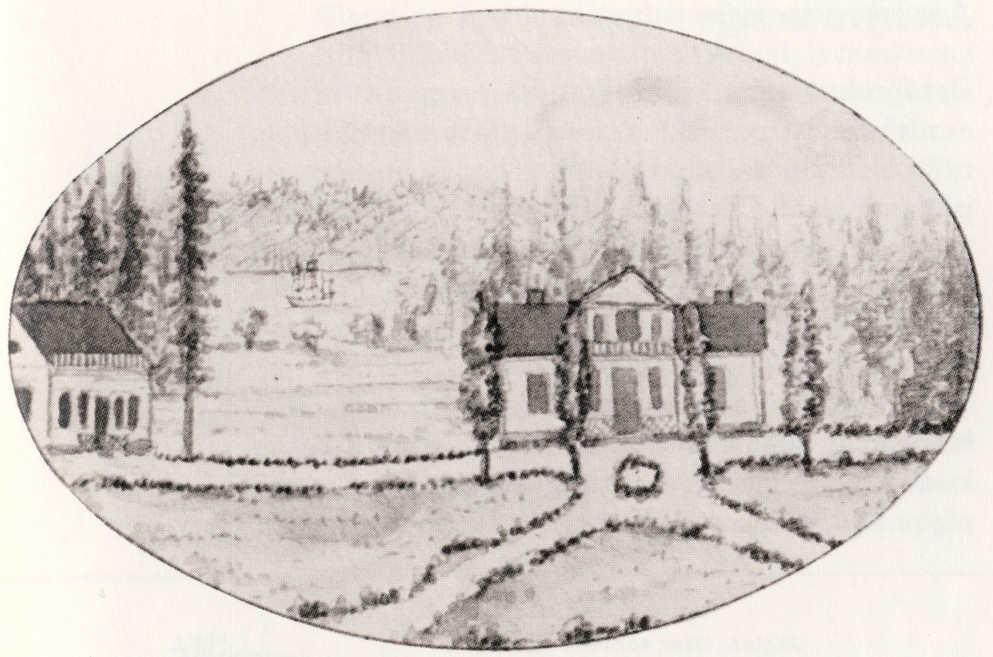
Rosenhill 1837, av Carl af Forsell

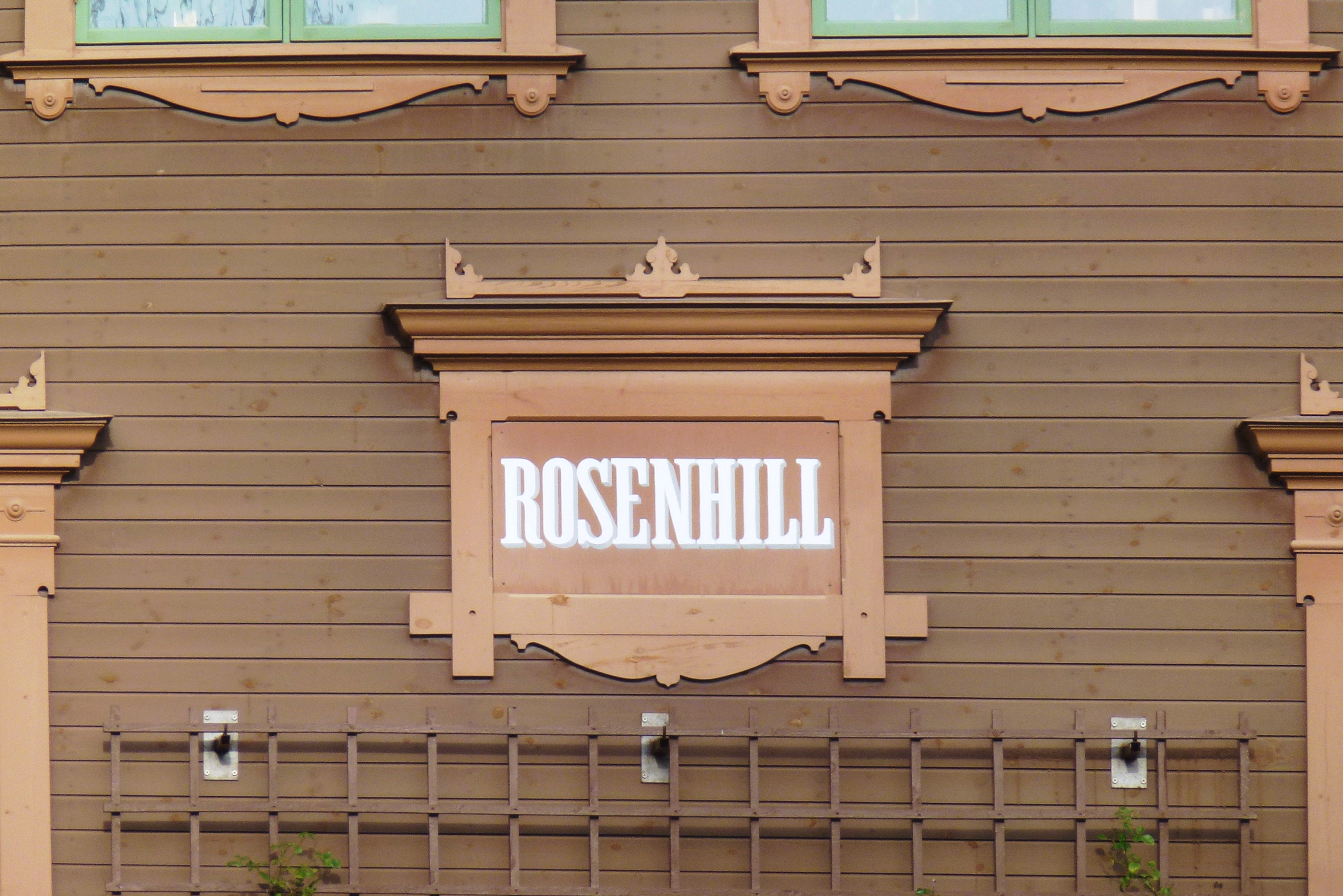
"Rosenhill".

Rosenhill kom till i samband med att Djurgårdsbrunnskanalen anlades. Översten Carl af Forsell, som var adjutant åt Karl XIV Johan och projektör för Djurgårdsbrunnskanalen fick 1826 detta område upplåtet för en tid av 50 år till sig och sin familj. Här byggde han först åt sig själv och sedan ytterligare ett antal trävillor som han hyrde ut som sommarnöje till stockholmsfamiljer. Husen var inte vinterbonade och saknade uppvärmningsanordningar. Den första tiden på Rosenhill skildrades av Forsells dotter Marie-Louise Forsell. Hennes dagboksanteckningar om sommarlivet på Rosenhill utgavs i fyra omgångar mellan 1914 och 1917 av Bonniers Förlag.
Den nuvarande huvudbyggnaden uppfördes 1892 av Gerhard von Hofsten och kallades Villa Rosenhill. Det blev en stor trävilla med inglasad punschveranda i två plan. År 2006 renoverades villan som tidigare hade skadats vid en brand. När villan var återställd brann den igen den 3 maj 2008, denna gång ner till grunden, bara skorstensstockarna stod kvar. På sommaren 2009 började återuppbyggnaden av huset som var avslutad på hösten 2010.

## Rosenhill återuppbyggs

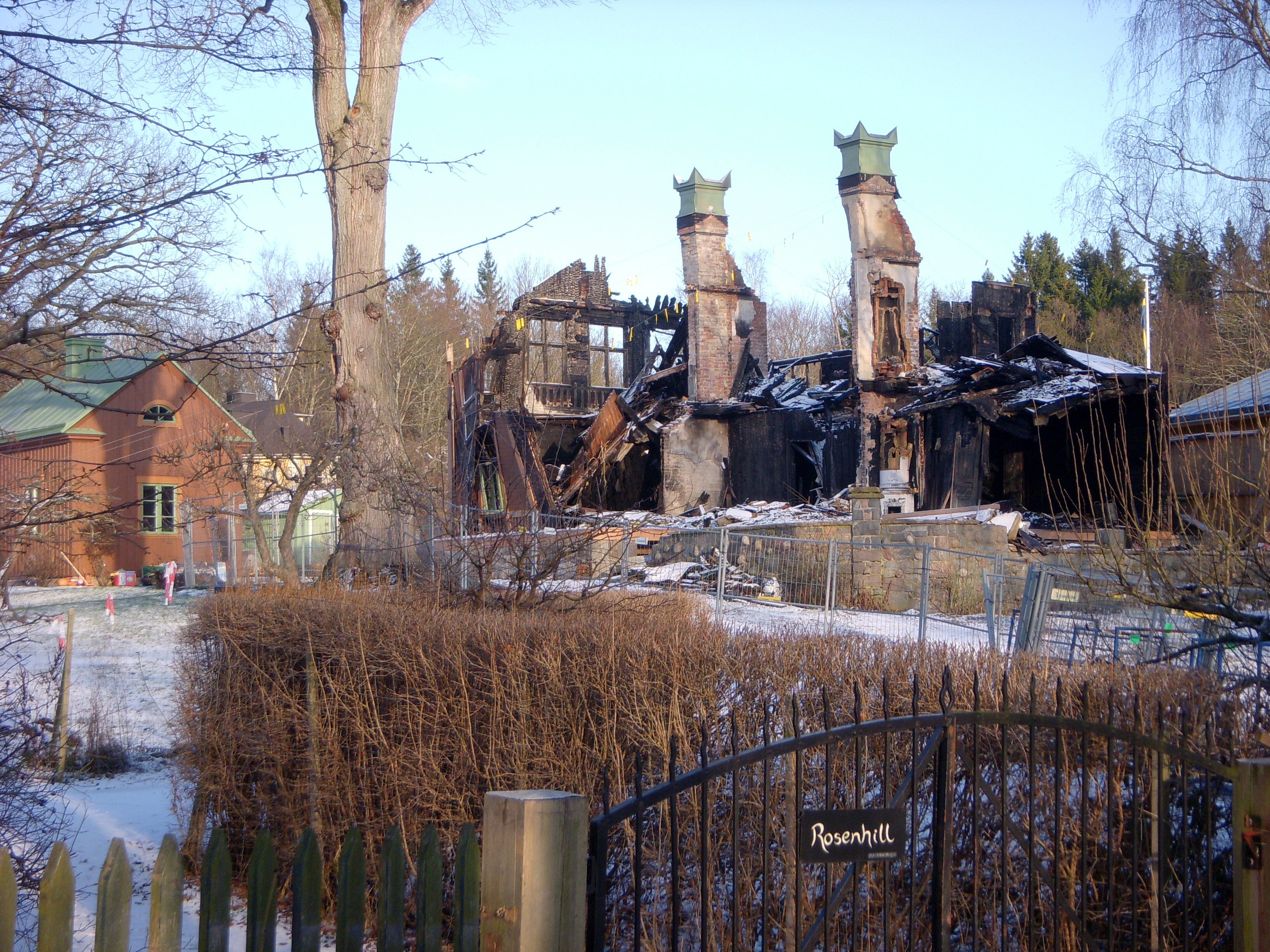
Villan i februari 2009
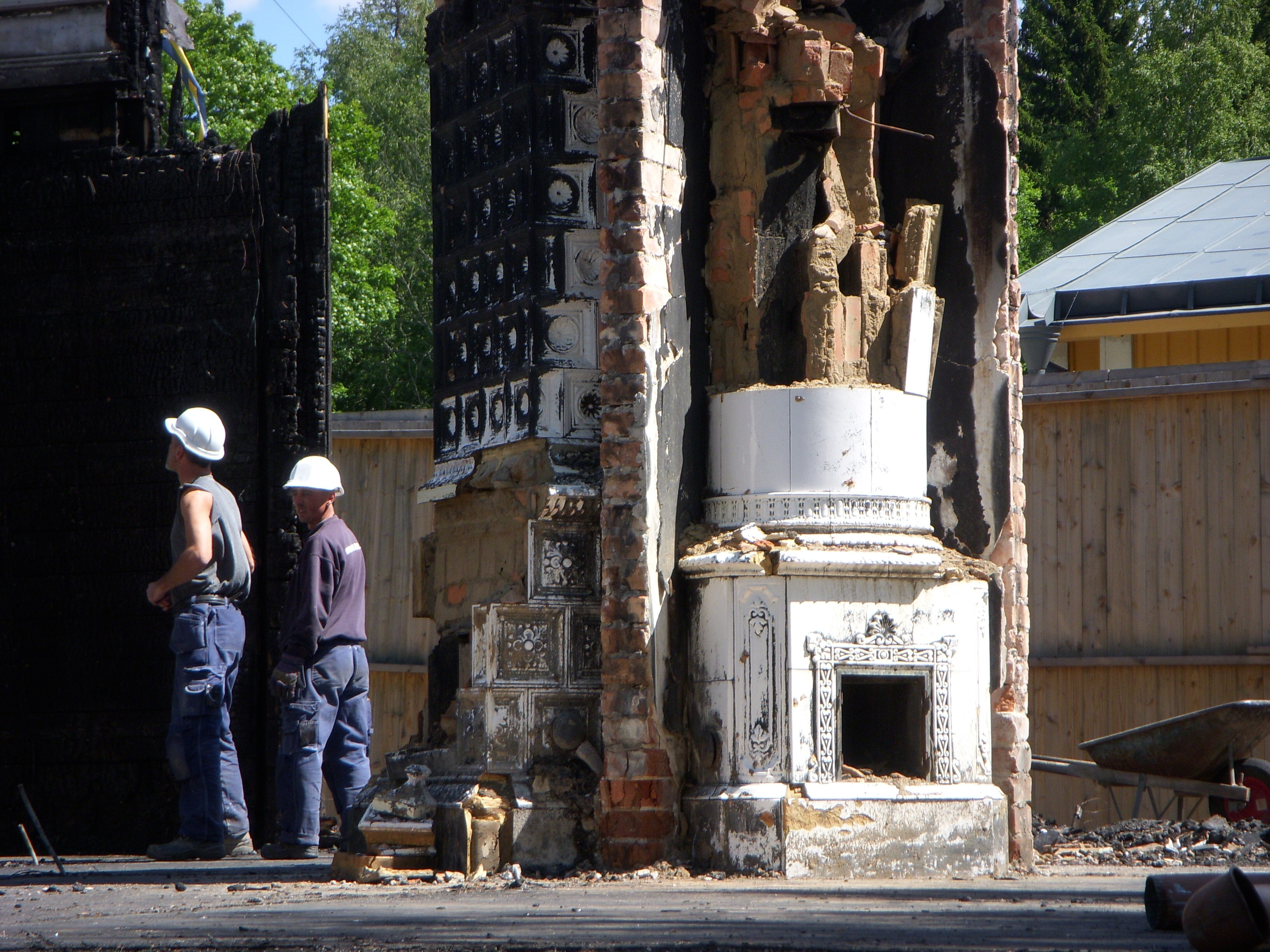
Rosenhills kakelugnar i juli 2009
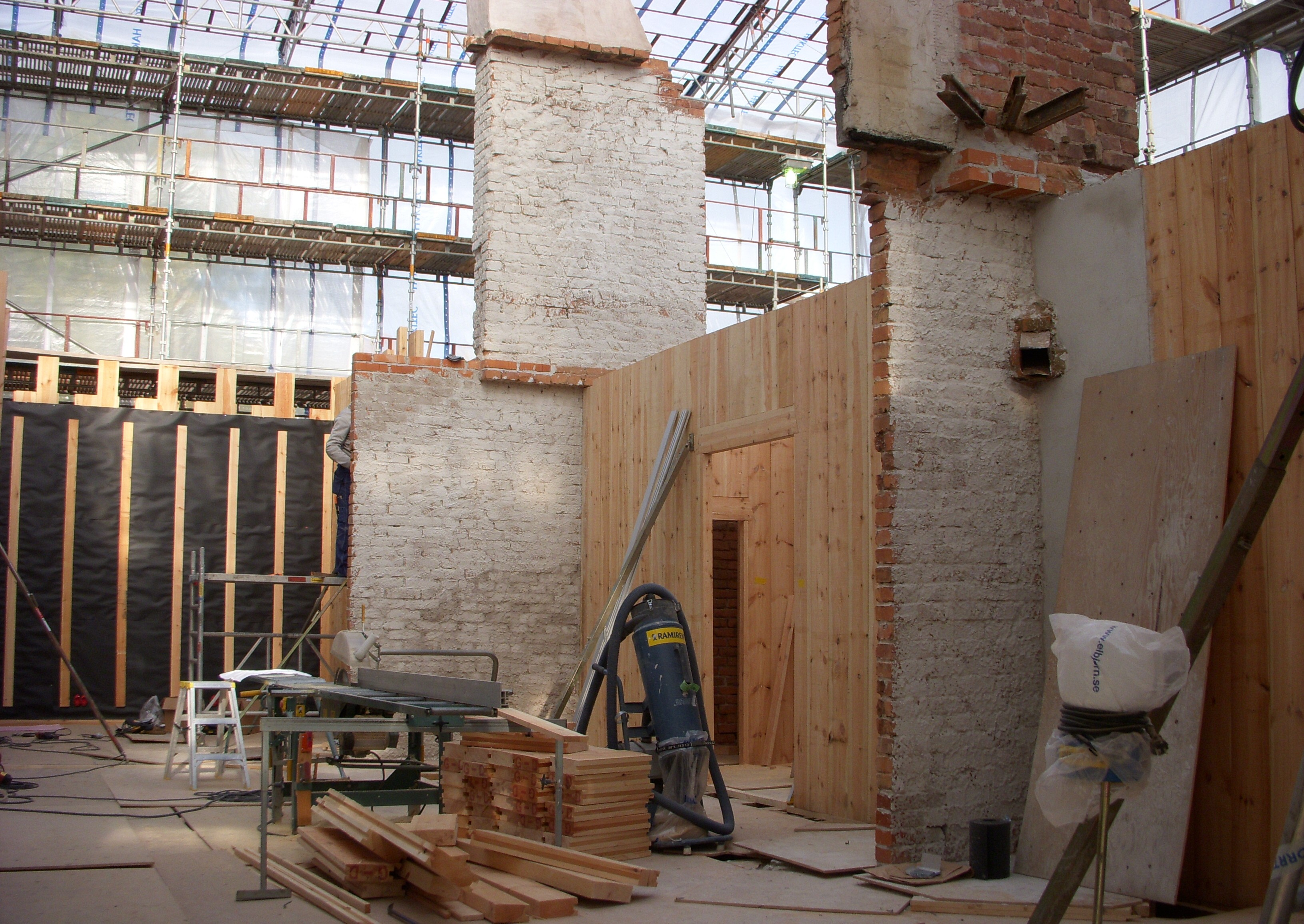
Byggarbeten i oktober 2009
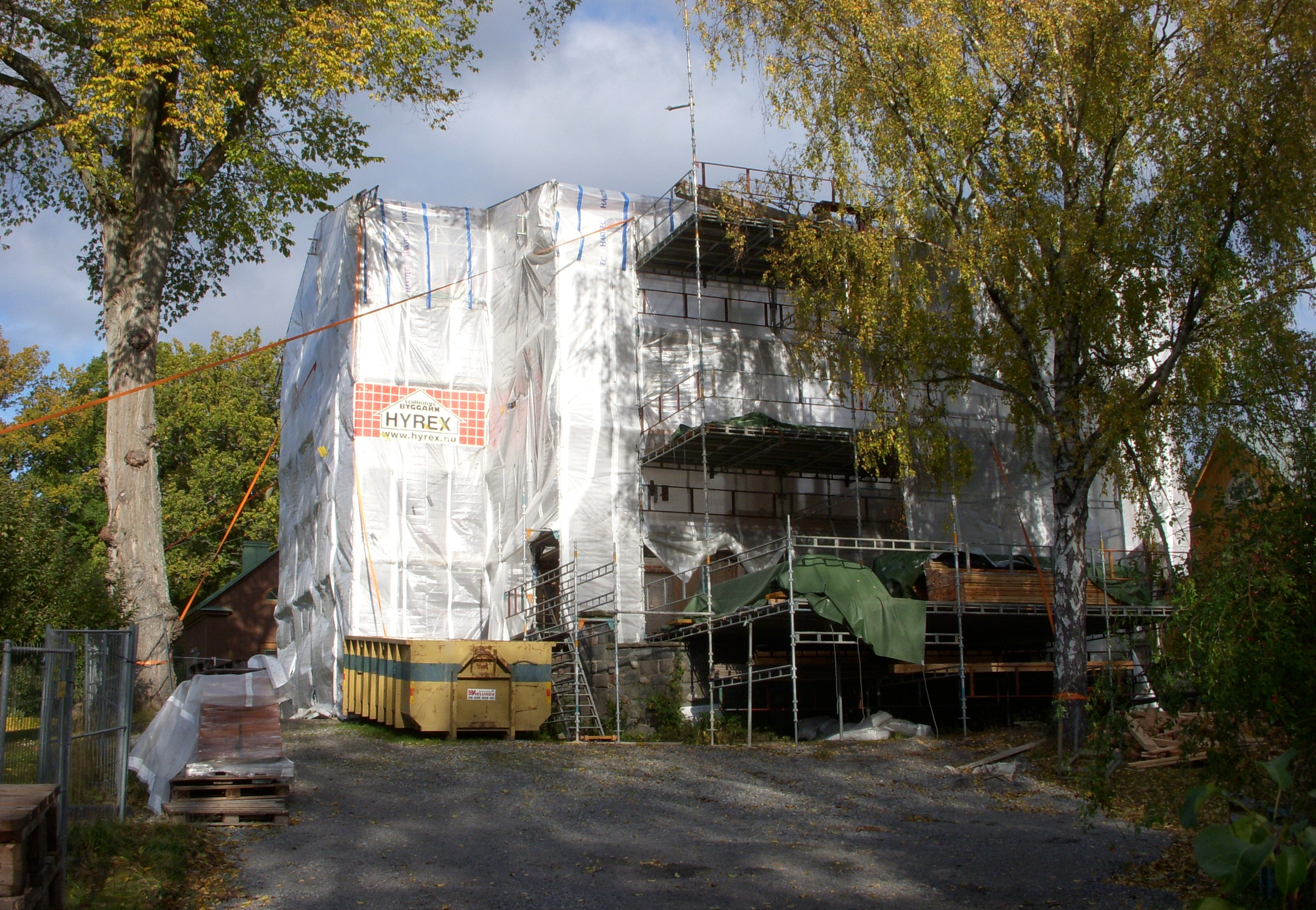
Återuppbyggnad i oktober 2009
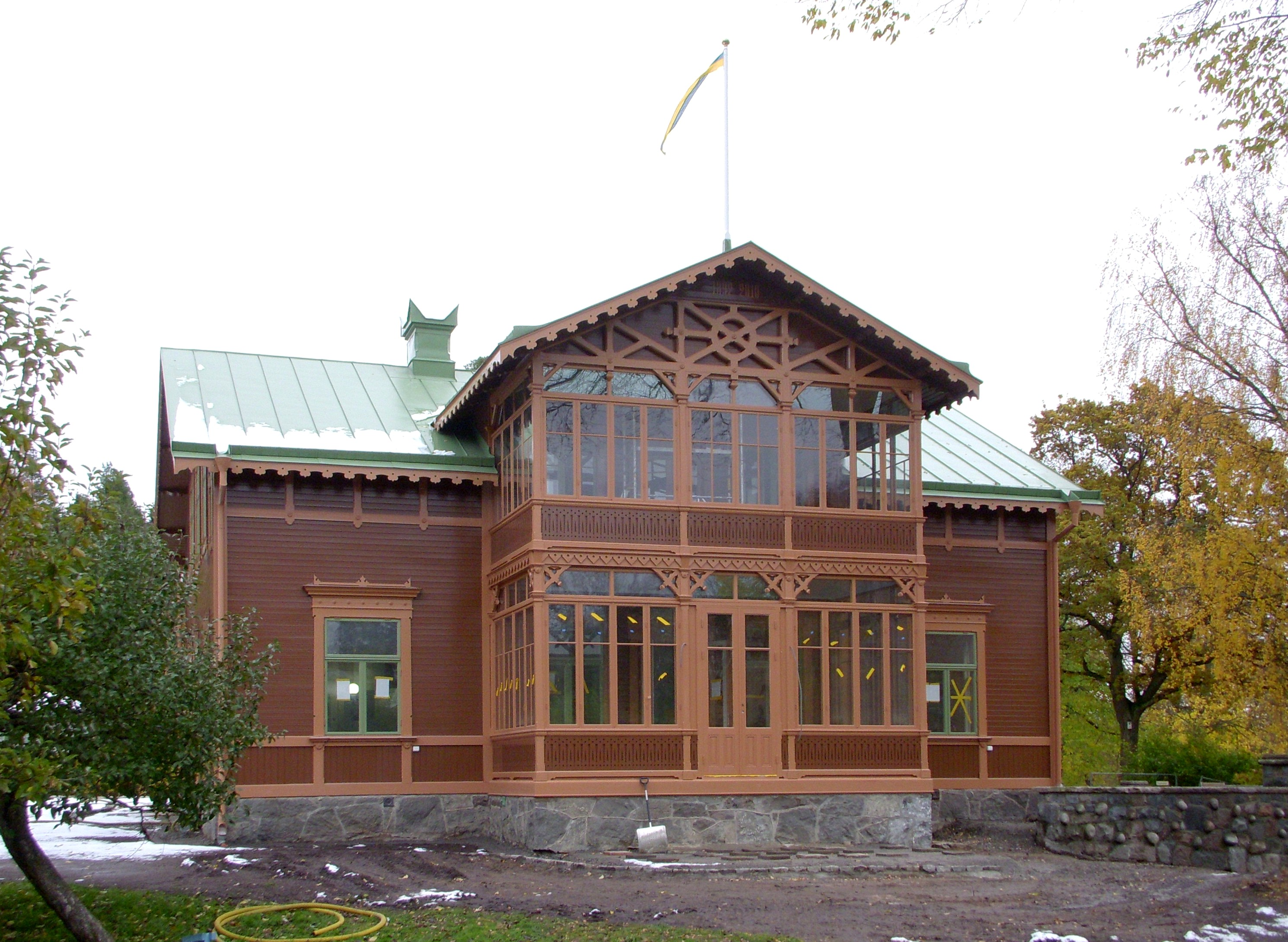
Rosenhill efter återuppbyggnaden i oktober 2010